# 諏訪バイパス
諏訪バイパス（すわバイパス）は、長野県茅野市から同県諏訪市を経由し、同県諏訪郡下諏訪町にかけて計画・整備されている国道20号バイパスである。
現在は茅野市側の延長約3.1 kmのみ供用しており、下諏訪岡谷バイパス側の延長約5.6 kmが事業中、残る中間部の延長4.7 km区間は未事業化である。

## 概要

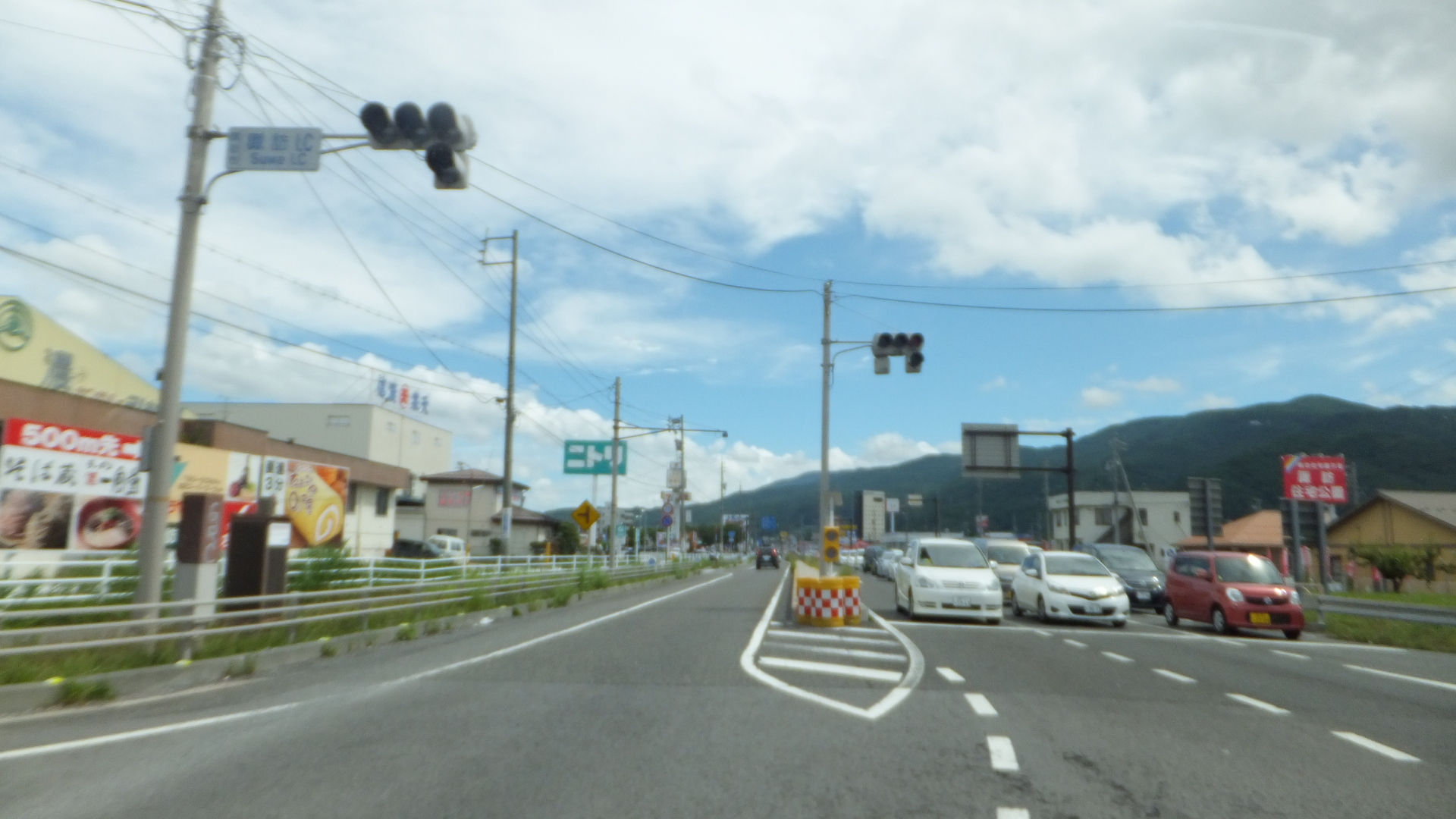
諏訪IC関連事業として整備された区間
（諏訪市沖田町4丁目にて）

当該道路は諏訪盆地における国道20号現道の慢性的な渋滞を分散・解消させる為、1970年代に茅野市から岡谷市に至る全長19.2 kmの道路として計画された。1971年（昭和46年）にルート案を公表し、翌1972年（昭和47年）12月には茅野市宮川から下諏訪町東町中の国道142号接続部までの14.6 kmの都市計画を決定。
このうち茅野市宮川の中河原北交差点から諏訪市四賀の飯島交差点までの区間は1981年（昭和56年）の中央自動車道諏訪IC開設に合わせ、インターチェンジへのアクセス向上を図る「諏訪インター関連事業」として同年3月と1996年（平成8年）7月にそれぞれ暫定2車線で供用された。この区間の用地は将来的に4車線拡幅できるよう用地確保されている。
一方、諏訪市四賀から下諏訪町東町中までの約11 km区間においては、一部地域において「地域が分断される」との声が上がるなど計画ルートの地元理解が得られず、長期間に渡り事業の進展が見られなかった事から、1991年（平成3年）に国土交通省が計画の白紙化を表明するに至った。
しかしながら、当該区間は幹線国道の一部を成す関係で大型車等の往来も多く、狭隘・屈曲区間が続く域内にはJR中央本線との踏切が2箇所存在するなど、物流ネットワークのボトルネックとなる状況が続いた。
地域では、多発する渋滞やそれに伴う追突事故の増加、第3次救急医療施設である諏訪赤十字病院へのアクセス強化が喫緊の課題となっており、加えて2006年（平成18年）7月の豪雨では域内の中央自動車道と国道20号が共に全面通行止となるなど、その脆弱性も指摘された。
こうした状況を踏まえ、国道20号の安全性・定時制を確保して域内の「命の道」としての機能を守り、産業・観光面の振興をインフラ面から支えるべく、2013年（平成25年）5月に国土交通省は事業化に向けてルート等を再度検討する計画段階評価手続きに入る事を表明。2014年（平成26年）7月には現道拡幅案、当初の都市計画ルート案、都市計画案より山側を切土や盛土・橋梁・トンネルでバイパスする山側ルート案の3案を提示し、同年9月と10月に実施したアンケートの結果も踏まえた上で比較検討を行い、第3案の山側バイパス案を整備計画とする方針を示した。2016年（平成28年）4月開催の関東地方整備局関東地方小委員会では国土交通省方針が了承されており、今後は正式な対応方針決定を経て3年程度の時間を要し環境影響評価を行うと同時に都市計画変更等の手続きが取られ、詳細ルート・設計を決定する事となる。将来的には、起点側（甲府・東京方面）で接続する坂室バイパスや、終点側（岡谷方面）で接続する下諏訪岡谷バイパスと一体的に諏訪地域における広域ネットワークを形成し、諏訪湖を挟んで南側を通る中央道と北側を通る国道20号とでダブルネットワークが構築される予定である。
2021年（令和3年）5月、事業者側の環境アセス準備書に対する住民意見の意見書再募集の際、前回の意見書のほとんどが事業推進に否定的だったいう理由から、長野県下諏訪町が事務局を務めるバイパス建設推進団体が「県の求め」という表現を用いて賛成意見を募る要請書を出していたことが分かった。町は意見書の内容を第三者にもらした点も明らかになった。
2016年（平成28年）11月の対応方針決定により計画段階評価が完了し、2023年（令和5年）1月に都市計画決定、2023年度（令和5年度）に終点側が事業化された。

### 路線データ

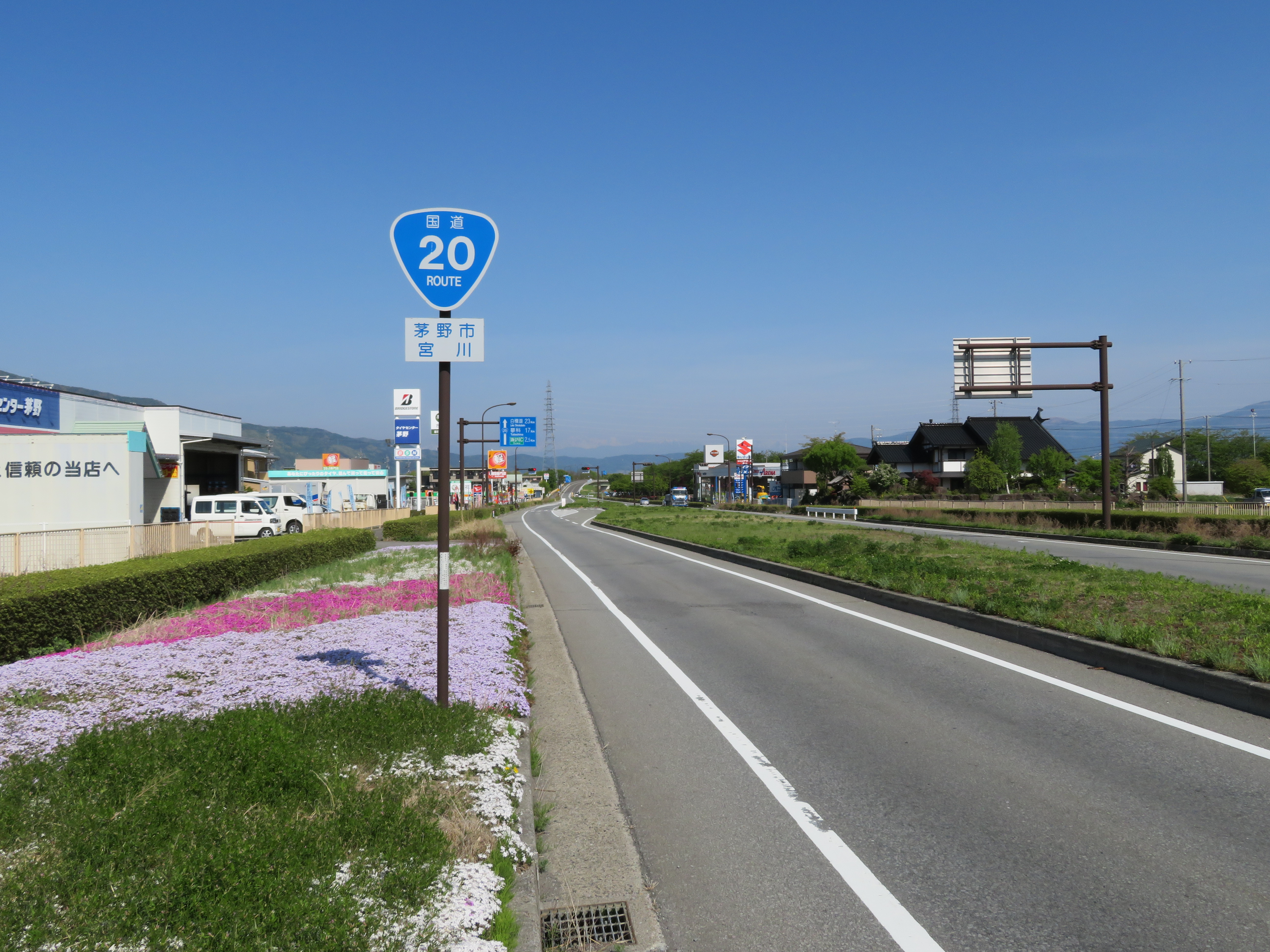
長野県茅野市宮川付近

- 起点 : 長野県茅野市宮川（中河原北交差点・坂室バイパス現道拡幅区間終点）
  - 計画区間：長野県諏訪市四賀
    - 事業化区間：長野県諏訪市上諏訪
- 終点 : 長野県諏訪郡下諏訪町東町中（下諏訪岡谷バイパス起点）
- 延長：13.4 km
  - 計画区間：10.3 km
    - 事業化区間：5.6 km
- 道路規格：第3種第2級
- 標準道路幅員：20.0 m
- 車線数：4車線
- 車線幅員：3.5 m
- 設計速度：60 km/h

## 歴史
- 1981年（昭和56年）3月 - 諏訪IC関連として延長2.0 kmが暫定2車線で供用開始[8]。
- 1996年（平成8年）7月 - 諏訪IC関連として延長1.1 kmが暫定2車線で供用開始[8]。
- 2016年（平成28年）7月12日 - ルートを当初都市計画ルートから山側ルートに変更する方針を決定[9]。
- 2023年（令和5年）1月 - 都市計画変更[7]。
- 2023年度（令和5年度） - 諏訪市上諏訪 - 下諏訪町東町間延長5.6 kmが事業化[7]。

## 地理

### 通過する自治体
- 長野県
  - 茅野市 - 諏訪市 - 諏訪郡下諏訪町

### 交差する道路
- 上側が起点側、下側が終点側。左側が上り側、右側が下り側。
- 交差する道路は、県道以上の道路および立体交差をするもしくは立体交差をする計画の道路。特記がないものは市町道。

| 交差する道路など                     | 交差する道路など             | 交差する場所    | 交差する場所 | 備考         |
| ------------------------------------ | ---------------------------- | --------------- | ------------ | ------------ |
| 国道20号坂室バイパス（現道拡幅区間） |                              |                 |              |              |
| 国道20号現道                         | 国道20号現道                 | 茅野市          | 中河原北     |              |
| 国道152号                            | 国道152号                    | 茅野市          | 新井         | 立体交差     |
|                                      | 中央自動車道諏訪IC           | 諏訪市          | 諏訪IC       |              |
| 長野県道183号神宮寺諏訪線            | 長野県道183号神宮寺諏訪線    | 諏訪市          | 飯島         |              |
| -                                    | 長野県道487号諏訪湖四賀線    | 諏訪市          |              | 平面交差予定 |
| 国道20号（現道）                     | 国道20号（現道）             | 諏訪市          |              | 立体交差予定 |
| 市道角間新田線                       | 長野県道40号諏訪白樺湖小諸線 | 諏訪市          |              | 立体交差予定 |
| -                                    | 町道御射山道線               | 諏訪郡 下諏訪町 |              | 立体交差予定 |
| 国道142号（現道）                    | 国道142号（現道）            | 諏訪郡 下諏訪町 |              | 平面交差予定 |
| 国道20号下諏訪岡谷バイパス（予定）   |                              |                 |              |              |